# Гамбург-Альтенвердер
Альтенвердер (нім. Altenwerder, правопис до 1946 року Altenwärder) — частина району Гарбург вільного та ганзейського міста Гамбург. Колишнє село стало зоною розширення порту Гамбурга в 1960-х роках.